# FGF6
FGF6‏ (Fibroblast growth factor 6) هوَ بروتين يُشَفر بواسطة جين FGF6 في الإنسان.